# Prom Meesawat
Prom Meesewat (21 juli 1984) is een golfprofessional uit Thailand.
Prom zat op de The Regent's School.

## Amateur
Als amateur was hij verschillende keren nationaal jeugdkampioen in zijn leeftijdsgroep. In 1997 en 2002 werd hij zelfs wereldkampioen junioren.
- 1997: Wereldkampioenschap Junioren
- 2001: Thais Internationaal Amateurkampioenschap
- 2002: Thais Internationaal Amateurkampioenschap, Wereldkampioenschap Junioren
- 2003: Thais Internationaal Amateurkampioenschap

## Professional
Zijn vader Suthep won in 1991 het Thailand Open (nu OneAsia Tour), en Prom wil graag in zijn voetsporen komen. Hij werd in 2004 professional en stond in 2011 in de top-500 van de wereldranglijst. Zijn beste prestatie op de Europese Tour was tijdens de Dubai Desert Classic in 2007 waar hij op de 7de plaats eindigde en ruim € 47.000 verdiende. Hij mocht dat jaar in Bangkok zijn land vertegenwoordigen in The Royal Trophy.
In 2011 won hij op de Aziatische PGA Tour en mocht hij het Brits Open spelen, waar hij de cut miste maar een belangrijke ervaring rijker was geworden.

### Gewonnen
Nationaal
- 2006: SK Telecom Open in Zuid-Korea

Asean Tour
- 2011: Singha Pattaya Open

### Teams
- The Royal Trophy: 2007